# Alphonse Vandergraesen
Alphonse Polycarpe Vandergraesen (Paal, 6 augustus 1886 - 11 december 1979) was een Belgisch arts en politicus voor het Katholiek Verbond van België en vervolgens de CVP.

## Levensloop
Na middelbaar onderwijs aan het college in Beringen en in het kleinseminarie van Sint-Truiden, studeerde Vandergraesen aan de Katholieke Universiteit Leuven en promoveerde tot doctor in de geneeskunde (1911). Tijdens zijn studies was hij voorzitter van het Limburgs Hoogstudentenverbond en ondervoorzitter van het Katholiek Vlaams Hoogstudentenverbond. Hij vestigde zich als huisarts in Beringen.
Hij werd in 1926 gemeenteraadslid en in 1932 schepen van Beringen. Van 1933 tot 1947 was hij er burgemeester. Tevens was hij provincieraadslid in 1932. In 1936 werd hij verkozen tot katholiek senator voor het arrondissement Hasselt en vervulde dit mandaat tot in 1939.